# Konrad Hör
Konrad Hör wurde erstmals 1415 und letztmals 1457 in St. Gallen erwähnt. Er war ein Schweizer Kaufmann und Bürgermeister von St. Gallen.

## Leben
Konrad Hör war vermutlich der Sohn des Hans Hör, der 1380 Bürgermeister von St. Gallen war und einem Patriziergeschlecht entstammte. Seine Brüder, mit denen er als Leinwandhändler in Breslau, Wien und Nürnberg Handel betrieb, waren:
- Kaspar Hör
- Hans Ulrich Hör
- Otmar Hör.

Gemeinsam mit seinen Brüdern erhielt er vom Kaiser Sigismund einen Wappenbrief.
1415 wurde er Steuermeister und 1418 Säckelmeister. 1421 erfolgte seine Ernennung zum Vogt von Grimmenstein bei St. Margrethen, und ab 1423 war er acht Mal Bürgermeister von St. Gallen.
1429 ging er als Gesandter nach Konstanz und war an der Schlichtung zwischen Bischof Otto III. von Hachberg, dem St.-Jörgenschild-Bund und Abt Eglolf Blarer von St. Gallen einerseits und den Appenzellern andererseits beteiligt.
1437 war er Schiedsrichter im Streit zwischen den Erben des Grafen Friederich VII. von Toggenburg und dessen Witwe Elisabeth von Matsch, und 1457 nahm er als Delegierter beim 2. Berner Spruch zur Vertretung der Stadt gegen die Fürstabtei St. Gallen, die durch den Administrator und späteren Abt Ulrich Rösch vertreten wurde, teil.
Er war einer der bedeutendsten Bürgermeister von St. Gallen im späten Mittelalter.
Konrad Hör war verheiratet mit Anna, Tochter des Kaspar Gössler, Bürgermeister von St. Gallen.